# Kneža (Tolmino)
Kneža (in italiano Chiesa San Giorgio, desueto) è un insediamento dell'Altipiano della Baccia e frazione del comune di Tolmino. La ferrovia Jesenice-Trieste corre lungo l'insediamento. In epoca asburgica, all'epoca della costituzione del comune catastale di Chnesa, esso comprendeva anche gli insediamenti di Lischiz (Lisec), Temlina (Temljine) e Loia (Loje). In seguito venne aggregato al comune di Grahovo.

## Origini del nome
Kneža è attestata nelle fonti scritte fin dal 1377 come villa de Chinessa, mentre il corrispondente idronimo (oggi Knežica) è citato come Knesaha già nel 891. il nome deriva dalla parola *Kъnędz′a (vьsь/voda/rěka) ovvero 'villaggio/fiume/torrente del principe', e stava, appunto ad indicare, che il territorio era di proprietà di un principe.

## Chiesa

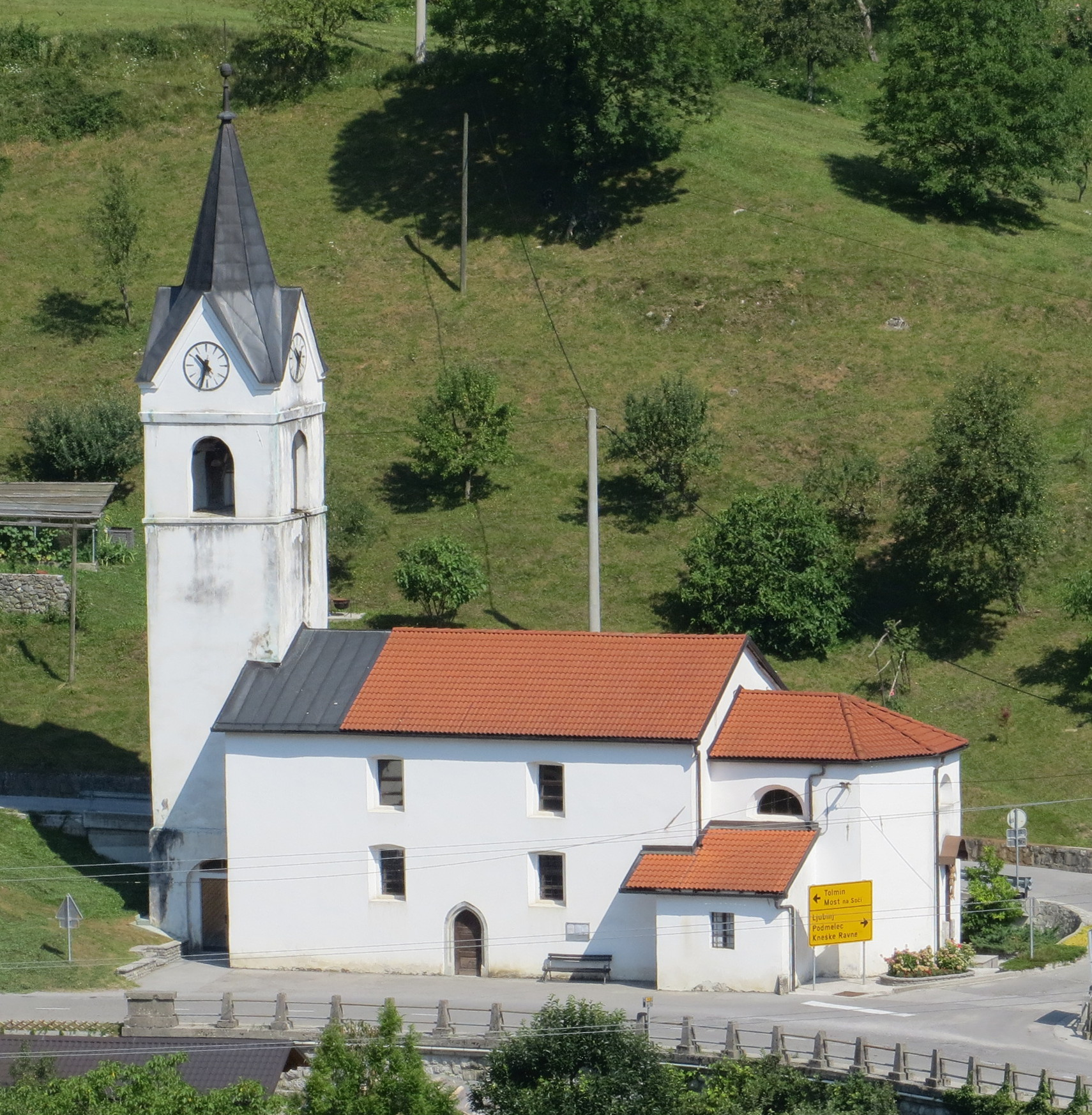
la chiesa di San Giorgio

La locale chiesa parrocchiale, da cui deriva anche il nome italiano dell'abitato, è dedicata a San Giorgio e appartiene alla Diocesi di Capodistria.

## Corsi d'acqua
Fiume Báccia (Bača), Rio Chenesa (Kneža).